# Koča Anđelković
Koča Anđelković (* 1755 in Jagodina; † 1788 in Tekija) war ein serbischer Freischärlerführer, Hauptmann und Freiheitskämpfer im österreichisch-türkischen Krieg 1788–1791.
Anđelković war Viehhändler. Ein halbes Jahr vor Ausbruch des Krieges flüchtete er mit seiner Familie nach Kovin in der Nähe der Donau. Vor Beginn des Krieges versammelten sich unter seiner Führung Freiwillige, um auf der Seite der Österreicher gegen die osmanischen Besatzer zu kämpfen. Ihr Ziel war die Einnahme von Belgrad vom südlich gelegenen Gebiet Pomoravlje aus. Von Kaiser Joseph II. wurde er in den Rang eines Hauptmanns erhoben. Nach sechsmonatigem Kampf, dem Koča-Aufstand, wurde er am 7. September 1788 bei Brzaska im Banat, im heutigen Serbien, von den Osmanen gefangen genommen und im November enthauptet. Die Türken trugen seinen Kopf durch ganz Tekija.